# Graben de Beppu-Shimabara
Le graben de Beppu-Shimabara (別府‐島原地溝帯, Beppu-Shimabara Chikōtai) est une structure géologique qui traverse le centre du Kyushu, reliant la baie de Beppu à l'est à la péninsule de Shimabara à l'ouest sur environ 200 kilomètres. Sa largeur varie de 20 à 30 kilomètres du nord au sud. Cette région se distingue par une forte activité volcanique et géothermique, marquée par la présence de volcans actifs comme le mont Aso, célèbre pour sa caldeira parmi les plus vastes au monde et ses cinq sommets. Les sources chaudes de Beppu Onsen, témoignent également de cette dynamique tellurique et attirent de nombreux visiteurs.
La particularité du graben réside dans sa position à la croisée de deux types de magma : un magma intraplaque au nord, lié à la plaque eurasiatique, et un magma d'arc insulaire au sud, issu de la subduction de la plaque de la mer des Philippines. Ces magmas, actifs depuis le Quaternaire, alimentent une activité tectonique intense, générant volcans et séismes.
Enfin, au-delà de son intérêt touristique, le graben de Beppu-Shimabara est un terrain d'étude précieux pour les scientifiques, notamment dans les domaines de la volcanologie et de l'énergie géothermique, une ressource clé au Japon. Cependant, cette activité tectonique expose les habitants à des risques sismiques significatifs, comme les tremblements de terre fréquents dans la région, dont celui de Kumamoto en 2016.